# Jacqueline de la Roche
Jacqueline de la Roche, död 1329, var vasall eller regerande baronessa i baroniet Veligosti och Damala mellan 1308 och 1329. Hon gifte sig 1311 med Martino Zaccaria, baron av Chios, som fungerade som hennes medregent jure uxoris.